# Phil Mahre
Philip "Phil" Mahre, född 10 maj 1957 i Yakima, Washington, var under 1980-talet en av USA:s allra bästa alpina skidåkare. Han var den store konkurrenten till Ingemar Stenmark under 1980-talets början.
Phil Mahre har en i alpina skidåkningssammanhang näst intill lika framgångsrik tvillingbror som heter Steve Mahre. Phil är 4 minuter äldre.
Att Phil Mahre kunde göra sig gällande med 3 raka segrar i den totala världscupen, berodde på att han förutom att vara en slalom- och storslalomåkare i världsklass, kombinerade det med att vara en mycket habil störtloppsåkare. Det gav honom många segrar i grenen alpin kombination, till skillnad från Ingemar Stenmark som inte åkte störtlopp och på så sätt ej kunde inhämta samma totalpoäng i världscupen.

## Världscupsegrar
- 7 segrar i storslalom
- 9 segrar i slalom
- 11 segrar i alpin kombination

### Världscupensegrar
Totalcupen:
- 1981
- 1982
- 1983

Slalomcupen:
- 1982

Storslalomcupen:
- 1982
- 1983

## Meriter

### VM och OS
- Olympiska vinterspelen 1984 - Guld i slalom
- Olympiska vinterspelen 1980 - Silver i slalom

### Övrigt
- Svenska idrottsgalan 2011 – Delade ut Idrottsakademins hederspris till Ingemar Stenmark